# Sniper Ghost Warrior Contracts
Sniper Ghost Warrior Contracts è un videogioco sparatutto tattico sviluppato e pubblicato da CI Games per PlayStation 4, Xbox One e Microsoft Windows il 22 novembre del 2019.

## Accoglienza

### Critica
Secondo Metacritic, il gioco ha ricevuto recensioni miste.

### Vendite
Il gioco ha venduto 250 000 copie a gennaio 2020.